# Diostrombus pseudohancocki
Diostrombus pseudohancocki är en insektsart som beskrevs av Frederick Arthur Godfrey Muir 1934. Diostrombus pseudohancocki ingår i släktet Diostrombus och familjen Derbidae. Inga underarter finns listade i Catalogue of Life.